# Корповка
Корповка — река в России, протекает в Демянском районе Новгородской области. Устье реки находится между деревнями Корпово и Игнатицы Жирковского сельского поселения в 89 км по левому берегу реки Пола. Длина реки составляет 20 км.
Деревня Корпово Жирковского сельского поселения (бывшего Великозаходского сельского поселения) — единственный населённый пункт на берегу Корповки.
Система водного объекта: Пола → Ильмень → Волхов → Ладожское озеро → Нева → Балтийское море.

## Данные водного реестра
По данным государственного водного реестра России относится к Балтийскому бассейновому округу, водохозяйственный участок реки — Ловать и Пола, речной подбассейн реки — Волхов. Относится к речному бассейну реки Нева (включая бассейны рек Онежского и Ладожского озера).
Код объекта в государственном водном реестре — 01040200312102000022523.